# Jane Goodall
Dame Valerie Jane Goodall PhD, DBE, nascuda Valerie Jane Morris-Goodall (Londres, Anglaterra, 3 d'abril de 1934) és una primatòloga i antropòloga anglesa. És considerada la principal experta en ximpanzés, després de 60 anys estudiant les interaccions socials i familiars dels ximpanzés salvatges. El 1960 Goodall va anar per primera vegada al Parc Nacional de Gombe Stream a Tanzània, on va presenciar comportaments semblants als humans entre els ximpanzés, inclosos conflictes.
És la fundadora de l'Institut Jane Goodall i del programa Roots & Shoots. Pertany al comitè del Projecte dels Drets No Humans des de la seva fundació el 1996. L'abril del 2022 fou nomenada missatgera de la pau de l'ONU.

## Joventut
Va néixer el 3 d'abril de 1934 a la ciutat de Londres, filla de l'home de negocis Mortimer Herbert Morris-Goodall (1907-2001) i Margaret Myfanwe Joseph (1906-2000), una novel·lista de Pembrokeshire que va escriure amb el sobrenom de Vanne Morris-Goodall.
Quan era petita, el pare de Goodall li va regalar un ximpanzé de peluix anomenat Jubilee com a alternativa a un os de peluix. Aquest fet li va despertar l'amor pels animals. Ella mateixa ho explica així: "els amics de la meva mare estaven horroritzats per aquesta joguina, pensant que em faria por i em faria malsons". Jubilee encara seu a la còmoda de Goodall a Londres.

## Àfrica
Interessada en els animals i l'Àfrica des de la seva joventut, va anar a la granja d'un amic a Kenya el 1957. Seguint el consell d'una amiga seva per trobar feina, va trucar a l'antropòleg i paleontòleg kenyà Louis Leakey, per demanar-li una trobada per parlar d'animals. En aquell moment Leakey, creient que l'estudi dels grans simis existents podria proporcionar indicis del comportament dels primers homínids, estava buscant un investigador de ximpanzés, tot i que en un primer moment no ho va dir. En canvi, va proposar a Goodall que treballés per a ell com a secretària.
El 1958, Leakey va enviar Goodall a Londres per estudiar el comportament dels primats amb Osman Hill i l'anatomia dels primats amb John Napier. Leakey va recaptar fons, i el 14 de juliol de 1960 inicià la seva associació amb Goodall per estudiar els ximpanzés al Parc Nacional de Gombe Stream de Tanzània. Goodall hi va arribar acompanyada per la seva mare, la presència de la qual era necessària per satisfer els requisits de David Anstey, responsable en cap, que ho va justificar per la seva seguretat. Goodall atribueix a la seva mare el fet d'haver-se animat a seguir una carrera en primatologia, un camp dominat per homes a la dècada del 1950.
Leakey va aconseguir més finançament el 1962 perquè Goodall, que no tenia cap títol, anés a estudiar a la Universitat de Cambridge on obtindria la seva llicenciatura en ciències naturals el 1964, i un doctorat en filosofia en etologia. Va ser la vuitena persona que se li va permetre estudiar per a un doctorat sense haver obtingut abans una llicenciatura. La seva tesi es va completar el 1966 sota la supervisió de Robert Hinde sobre el Comportament dels ximpanzés de vida lliure, incloent els seus primers cinc anys d'estudi a la Reserva de Gombe.

## Estudis sobre ximpanzés
Els seus estudis sobre aquests primats és de caràcter científic, amb una clara intenció educativa centrada en la conservació i protecció de la vida salvatge així com a mostrar les arrels del comportament i la cultura humana a un ampli públic.
Gràcies a la seva tenacitat aconseguí que el govern de Tanzània modifiqués l'estatus de la Reserva de Caça de Gombe Stream i el convertís en un Parc Nacional, on els ximpanzés són estudiats en grup, cosa que permet observar la seva socialització entre ells de manera natural.
Al 1977 creà als Estats Units el Jane Goodall Institute for Wildlife Research, Education and Conservation, dedicat a la recerca, educació i conservació dels ximpanzés de l'Àfrica i d'arreu del món. Aquest Institut té projectes d'estudi i conservació a Tanzània, RDC, Sud-àfrica i Senegal. En Congo s'ha creat el Centre de Rehabilitació de Ximpanzés de Tchimpounga de l'IJG, el més gran d'Àfrica, on els ximpanzés orfes, confiscats als caçadors furtius i als comerciants il·legals, són cuidats i protegits.

## Premis i reconeixements
L'abril de 2002 fou nomenada missatgera de les Nacions Unides per la Pau pel Secretari General de les Nacions Unides Kofi Annan.
El 2003 fou guardonada amb el Premi Príncep d'Astúries d'Investigació Científica i Tècnica pels seus estudis sobre els ximpanzés en llibertat i per la seva ferma defensa de conciliar el desenvolupament humà amb la protecció de la vida salvatge a l'Àfrica.
El 2015 va guanyar el Premi Internacional Catalunya.
El 2016 fou guardonada amb el Premi d'Ecovidrio 'Personalitat ambiental de l'any'.
El 2018 va rebre la menció Doctora Honoris Causa per la Universitat Complutense de Madrid (UCM).
El 2020 va guanyar el Premi Tang de Desenvolupament Sostenible i el Premi Artemio Precioso de Greenpeace Espanya pel seu activisme ambiental.

## Institut Jane Goodall
El 1977, Goodall va crear l'Institut Jane Goodall (JGI), que dona suport a la investigació de Gombe, i és líder mundial en l'esforç per protegir els ximpanzés i els seus hàbitats. Amb dinou oficines a tot el món, el JGI és àmpliament reconegut pels programes de conservació i desenvolupament centrats en la comunitat a Àfrica. El seu programa global per a joves, Roots & Shoots, va començar l'any 1991 quan un grup de 16 adolescents locals es van reunir amb Goodall al porxo del darrere de la seva casa a Dar es Salaam, Tanzània. Estaven ansiosos per parlar d'una sèrie de problemes que coneixien per experiència de primera mà que els va causar una profunda preocupació. L'organització compta ara amb més de 10.000 grups en més de 100 països.
L'any 1992, Goodall va fundar el Centre de rehabilitació de ximpanzés Tchimpounga a la República del Congo per atendre els ximpanzés orfes a causa del comerç il·legal. El centre allotja més d'un centenar de ximpanzés a les seves tres illes.
El 1994, Goodall va fundar el projecte pilot de Reforestació i educació de la conca del llac Tanganyika (TACARE o "Take Care") per protegir l'hàbitat dels ximpanzés de la desforestació mitjançant la reforestació dels turons al voltant de Gombe i alhora educar les comunitats veïnes sobre sostenibilitat i formació en agricultura. El projecte TACARE també dona suport a les noies joves oferint-los accés a educació en salut reproductiva i mitjançant beques per finançar la seva matrícula universitària.

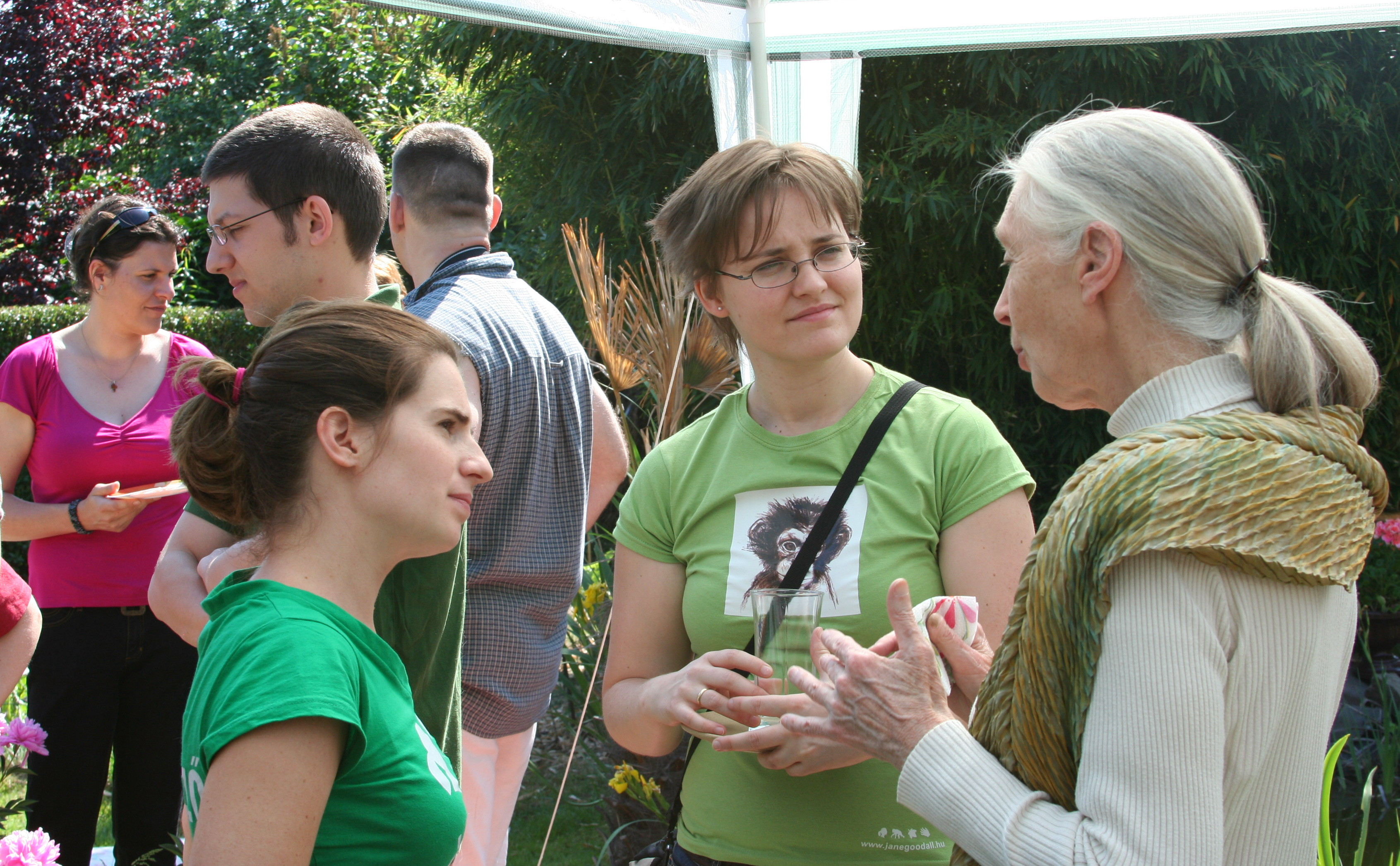
Goodall amb membres hongaresos del grup Roots & Shoots, el 2009

A causa de la gran quantitat de notes manuscrites, fotografies i dades que s'acumulaven en casa de Jane a Dar es Salaam, a mitjans de la dècada de 1990, va decidir crear el Centre d'Estudis sobre Primats de l'Institut Jane Goodall a la Universitat de Minnesota per allotjar i organitzar tota aquesta documentació. Actualment tots els arxius originals de Jane Goodall hi resideixen i han estat digitalitzats, analitzats i col·locats en una base de dades en línia. El 17 de març de 2011, el portaveu de la Universitat de Duke, Karl Bates, va anunciar que els arxius es traslladarien a Duke, amb Anne E. Pusey, presidenta d'antropologia evolutiva de Duke, supervisant la col·lecció. Pusey, que gestionava els arxius a Minnesota i treballava amb Goodall a Tanzània, havia treballat a Duke durant un any.
El 2018 i el 2020, Goodall es va associar amb l'amic i director general Michael Cammarata en dues línies de productes naturals de Schmidt's Naturals i Neptune Wellness Solutions. El cinc per cent de cada venda va beneficiar l'Institut Jane Goodall.
A partir de 2004, Goodall dedica pràcticament tot el seu temps a defensar els ximpanzés i el medi ambient, viatjant gairebé 300 dies a l'any. Goodall també forma part del consell assessor del santuari de ximpanzés més gran del món fora d'Àfrica, Save the Chimps a Fort Pierce, Florida.